# Pavel Kamesch
Pavel Kamesch (* 9. prosince 1974 v Banské Bystrici) je bývalý slovenský fotbalový brankář naposledy působící v FK Senica. Mimo Slovensko působil v Česku a na Kypru.

## Klubová kariéra
Svoji fotbalovou kariéru začal v rodné FK Dukla Banská Bystrica. Zde působil až do roku 1995, kdy si ho vyhlédl klub MFK Košice, za který nastupoval v letech 1997–1998. Od roku 1999 působil v ŠK SFM Senec. Po roce zamířil do SK Sigma Olomouc, která se stala jeho prvním zahraničním angažmá. Jeho nejdelší angažmá bylo v Enosis Neon Paralimni, kde chytal 4 sezony. Následně přestoupil do AEP Pafos a v roce 2007 se vrátil zpět domů, tentokrát do FC Spartak Trnava. Poté se vydal na poslední zahraniční angažmá do kyperského ENTHOI Lakatamia.

### FK Senica
Před ročníkem 2009/10 přestoupil do FK Senica. První zápas za mužstvo Záhoráků odehrál v 6. kole 1. ligy 15. 8. 2009 proti DAC 1904 Dunajská Streda (prohra Senice 0:1). Ve své první sezoně za tým odchytal 18 zápasů. Poté již za mužstvo nastoupil pouze k 6 zápasů v ročníku 2011/12 a v mužstvu vykonával pozici druhého respektive třetího brankáře. 1. 7. 2013 podepsal s vedením týmu nový kontrakt do léta 2014. Po skončení ročníku 2013/14 s mužstvem neprodloužil smlouvu a tým po pěti letech opustil. Následně ukončil svoji fotbalovou kariéru. 12. 7. 2014 před prvním zápasem nového ročníku slovenské nejvyšší soutěže proti TJ Spartak Myjava (výhra Senice 1:0) se vedení mužstva s hráčem oficiálně rozloučilo.